# Каркар-юри
Каркар-юри (также: юри, каркар) — изолированный папуасский язык. Распространён вдоль индонезийской границы в округе Аманаб провинции Сандаун в Папуа — Новой Гвинее. Число носителей составляет 1140 человек (1994 SIL). Порядок слов — SOV.